# Куттинирпаак
Национа́льный парк Куттинирпаа́к (англ. Quttinirpaaq National Park, фр. Parc national Quttinirpaaq) — национальный парк, расположенный на севере канадской территории Нунавут. Куттинирпаак является вторым по величине и самым северным парком Канады, основная его часть находится на острове Элсмир в составе островов Королевы Елизаветы Канадского Арктического архипелага в 750 км от Северного полюса и в 25 км от Гренландии:стр.6.
Парковая резервация Элсмир-Айленд на месте современного парка была основана в 1988 году. Образование территории Нунавут в 1999 году сопровождалось соглашением о создании национального парка. Работа подготовительной комиссии была завершена в 2001 году:стр.3, тогда же парк приобрёл своё современное название, которое на языке инуитов означает «Вершина мира». С 2004 года парк является номинантом на включение в список объектов Всемирного наследия ЮНЕСКО.

## Физико-географическая характеристика
По информации правительственного агентства Парки Канады, которое управляет национальным парком, его площадь составляет 37 775 км²:стр.1. Вместе с тем, в базе данных Международного союза охраны природы (МСОП) указана площадь 38 148 км². Согласно акту о национальных парках Канады, территорию парка Куттинирпаак составляет часть острова Элсмир, а также часть Северного Ледовитого океана, заливы, фьорды, острова различной величины, реки и озёра, которые находятся внутри установленных границ. Исключение составляет остров Уорд Хант, территорию которого планируется включить позднее:стр.15.

### Геология
Парк находится в самой северной части Инуитского орогена (англ. Innuitian Orogen) — горного сооружения, формировавшегося длительное время с докембрия до конца кайнозоя. Эти горы имеют альпийский возраст и активны и в настоящее время. Гигантская горная гряда, которая носит название Арктической Кордильеры, простирается по северной границе континента от юго-западной оконечности острова Принс-Патрик до северной Гренландии. Арктическая Кордильера Элсмира — Принс-Патрика является частью арктического геосинклинального пояса. Геологическое строение территории парка весьма разнообразно и представляет собой совокупность полигенетических (морских, ледниковых, водноледниковых и др.) осадочных горных пород, выполняющих понижения или плащеобразно перекрывающих плосковершинные водораздельные части массива по эффузивным, метаморфическим и интрузивным образованиям.

### Рельеф
Более 65 % площади парка расположено в горах на острове Элсмир, имеющих обобщённое название Горы Земли Гранта. Эти горы, самые высокие в канадской Арктике, протягиваются с северо-востока на юго-запад и включают в себя хребты Осборн, Гарфилд, Юнайтед-Стейтс, Бритиш-Эмпайр и горы Чалленджер. Здесь, преимущественно на абсолютных высотах 1100 метров и выше, располагаются главные ледники парка. Положение современной снеговой линии варьирует, в зависимости от экспозиции склонов, около близких абсолютных высот (чуть ниже). Сплошного ледникового щита, подобного Гренландскому, на Элсмире нет из-за относительно малого количества осадков. Современные ледники занимают около 36 % площади парка:стр.16. В эту площадь современного оледенения входят также и ледники плоских вершин и ледниковые купола, возраст которых вероятно достигает 125 тысяч лет, а также и морские покровные ледники континентальных шельфов. Свободная ото льда прибрежная полоса имеет следы более обширного четвертичного оледенения.
Высота ледников в наземной части парка достигает 900 метров. Вершины, выступающие над ледовым покровом называются нунатаками. На территории парка ряд нунатаков превышает 2500 метров. В горах, на расстоянии 800 км от Северного полюса, располагается выступающий над ледником Мак-Клинток Барбо-Пик, высота которого 2616 метров. Он является самой высокой точкой территории Нунавут, одной из самых северных вершин в мире и самой высокой отметкой Северной Америки к востоку от Скалистых гор. Севернее Барбо-Пика расположена гора Уислер высотой 2590 метров (по другим источникам — 2500 метров). Других вершин, превышающих отметку 2000 метров, на территории парка нет.
Плато Хейзен площадью 9250 км² расположено в южной части парка между проливом Нарес и фьордом Арчер. Плато опускается до 300 метров в районе озера Хейзен и достигает абсолютной высоты около 1300 метров на юге. В настоящее время крупное современное оледенение на плато отсутствует, сохранились лишь его остатки: ледник Марри (англ. Murray Ice Cap) и ледник Симмонс (англ. Simmons Ice Cap). На востоке плато заканчивается 600 метровыми клифами.

### Гидрология
Между плато Хейзен и горами Земли Гранта на высоте около 158 метров над уровнем моря расположено озеро Хейзен. Северо-западная граница озера обрамлена отрогами хребтов Гарфилд и Юнайтед-Стейтс. При площади поверхности 542 км² и глубине до 280 метров, что ниже уровня моря, озеро является самым большим по объёму арктическим озером. Площадь бассейна составляет 3500 км². Озеро Хейзен питают тающие ледники вокруг. Часть озера остаётся подо льдом круглый год.
Плато Хейзен расчленено сетью древних ледниковых долин — трогов. По одному из них сейчас протекает река Рагглс, единственный водоток, проистекающий из озера Хейзен. Юго-западная часть плато принадлежит к крупному речному бассейну реки Макдоналд, впадающей во фьорд Танкуэри.
Площадь морской территории парка (без учета шельфовых ледников) составляет около 2375 км²:стр.17. Северная часть острова Элсмир была окружена одноимённым шельфовым ледником, площадь которого в начале XX века составляла 8900 км². К 2000 году единый ледник распался на шесть изолированных выводных ледников, два из которых (шельфовые ледники Уорд-Хант и Маркем) были расположены на территории национального парка. Ледники достигают 80 метров в высоту и могут покрываться водой во время приливов.
После 2000 года ледник Уорд-Хант особенно интенсивно продуцировал айсберги. Один из последних отёлов айсбергов произошёл летом 2008 года, когда преобладающие южные ветры отогнали от ледникового барьера паковые льды и освободили громадные полыньи. В июле 2008 года два крупных айсберга отделились от шельфового ледника Уорд-Хант, а уже в августе большие айсберги, отколовшиеся от ледника Сирсон западнее парка, стали причиной разрушения ледника Маркем. Вместе с этим событием национальный парк потерял одну из своих уникальных экосистем — эпишельфовое озеро, или ледниково-подпрудное озёро. Эпишельфовые озёра образуются из пресной воды во фьордах, полностью заблокированных ледниками. Более низкая плотность пресной воды позволяет ей находится над солёной, а ледник конесервирует зеркало озера от ветра и препятствует перемешиванию воды. Глубины пресной части таких озёр равны мощности ледниковых плотин.
|           |                                |                |
| Барбо-Пик | Ледник и река Хенриетта-Несмит | Фьорд Танкуари |

## Климат
Территория парка представляет собой арктическую пустыню. Холодные зимы показывают температуры, рекордные для Канады, полярная ночь продолжается с ноября по февраль. Лето обычно тёплое, особенно в районе озера Хейзен, полярный день продолжается с мая по август. Погодные условия в парке распределены неравномерно: более холодное побережье получает большее количество осадков по сравнению с внутренней частью острова. Ветры на территории парка в основном слабые, исключение составляют ледовые шапки. Перемены погоды могут быть очень быстрыми. Снег возможен в любое время года, видимость иногда пропадает на несколько дней.
Ниже представлена климатическая таблица в Алерте. Алерт является самым северным постоянным населённым пунктом мира и расположен на острове Элсмир в нескольких километрах от парка.
| Показатель | Янв.  | Фев.  | Март  | Апр.  | Май   | Июнь  | Июль | Авг. | Сен.  | Окт.  | Нояб. | Дек.  | Год   |
| --- | ----- | ----- | ----- | ----- | ----- | ----- | ---- | ---- | ----- | ----- | ----- | ----- | ----- |
| Абсолютный максимум, °C | 0,0   | 1,1   | −2,2  | −0,2  | 7,8   | 18,2  | 20,0 | 19,5 | 11,2  | 4,4   | 0,6   | 3,2   | 20,0  |
| Средний суточный максимум, °C | −28,8 | −29,8 | −28,7 | −20,5 | −8,7  | 1,6   | 5,9  | 3,3  | −6    | −15,8 | −22,8 | −26,4 | −14,7 |
| Средняя температура, °C | −32,4 | −33,4 | −32,4 | −24,4 | −11,8 | −0,8  | 3,3  | 0,8  | −9,2  | −19,4 | −26,4 | −30,1 | −18   |
| Средний суточный минимум, °C | −35,9 | −37   | −36,1 | −28,2 | −14,9 | −3,2  | 0,7  | −1,8 | −12,2 | −22,8 | −30   | −33,7 | −21,3 |
| Абсолютный минимум, °C | −48,9 | −50   | −49,4 | −45,6 | −29   | −13,9 | −6,3 | −15  | −28,2 | −39,4 | −43,5 | −46,1 | −50   |
| Норма осадков, мм | 6,8   | 6,3   | 7,0   | 10,3  | 11,0  | 11,1  | 27,8 | 21,2 | 23,4  | 12,3  | 9,7   | 6,8   | 153,8 |
| Источник: Canadian Climate Normals 1971—2000: Alert (англ.). Министерство окружающей среды Канады. Дата обращения: 5 апреля 2010. Архивировано 4 июля 2013 года. |       |       |       |       |       |       |      |      |       |       |       |       |       |

По мнению учёных, глобальное потепление существенно повлияет на климатические условия в парке. Специалисты утверждают, что в северной части острова Элсмир возможны самые большие изменения климата в Канаде. По разным оценкам к концу XXI века температура поверхности поднимется на 3—5 °C, а изменение температуры океана возможно до 7 °C:стр.18.

## История

### Территория до прихода европейцев
Предполагается, что около 6000 лет назад территории парка достигли палеоэскимосы. Они охотились на карибу и овцебыков, однако их было немного и они прожили на территории 300—400 лет. Вторая волна палеоэскимосов достигла острова около 3000 лет назад, а третья волна, представляющая культуру дорсет, около 1000 лет назад. Третья волна палеоэскимосов была вытеснена людьми туле, которые являются предками инуитов. Туле охотились на китов и других морских млекопитающих, однако и они ушли с острова во время похолодания, которое случилось в 1600—1850 годах.
В 2004 году на реке Рагглс около озера Хейзен сотрудники парка вместе со студентами-инуитами обнаружили остатки двух жилищ туле, которые носят название каммак (англ. qammaq), и другие археологические артефакты. Всего на территории парка обнаружено около 200 археологических находок, относящихся ко всем перечисленным историческим культурам, более 40 из них находится в окрестностях озера Хейзен.

### Европейские экспедиции и первая база
Европейцы высадились на территории парка в 1875 году, когда у северных берегов острова Элсмир зимовал один из двух кораблей Британской Арктической экспедиции под руководством Джорджа Нэрса. Корабль HMS Discovery стоял в заливе Леди-Франклин. Второй корабль экспедиции, HMS Alert, провёл зиму в арктических водах севернее на 160 км. Весной 1876 года участники экспедиции совершили несколько санных рейдов вглубь острова, однако цинга вынудила их вернуться в Англию в том же году.
Следующая экспедиция на остров, которая состоялась в 1881 году, также включала стоянку в заливе Леди-Франклин. Экспедиция армии США (в других источниках экспедиция названа международной) под руководством лейтенанта Адольфа Грили ставила своей задачей основание полярной научной станции, которая получила название Форт-Конгер, и работу по программе международного полярного года. За два года, с августа 1881 по август 1883 года, было выполнено около 500 наблюдений, проведены исследования территории острова. Во время санных походов было открыто озеро Хейзен и фьорд Грили, наблюдения касались состояния погоды, приливов, сбора различных образцов пород, флоры и фауны. Вместе с тем, экспедиция была вынуждена оставить остров, не получив запаса пропитания в 1882 и 1883 годах. Только 7 из 26 человек, включая руководителя группы, выжили после того как остатки экспедиции застряли на острове Пим около восточного побережья Элсмира. Они были найдены китобойным судном Thetis в 1884 году.
Заброшенная база Форт-Конгер была модернизирована в 1899 году, когда её решил использовать в качестве стоянки американский исследователь Роберт Пири. Он воспользовался услугами проводников с северо-западной Гренландии, изучил местные традиции, пищу и одежду, что позволило ему приспособиться к суровому климату. Роберт Пири совершил три экспедиции к Северному полюсу, используя Форт-Конгер в качестве перевалочной базы. После него здесь останавливались многие другие экспедиции, в том числе международные. С 1991 года постройки форта находятся под охраной государства.
Исследование территории под патронажем канадского правительства началось в 1920-х годах, когда остров стали патрулировать отряды Северо-Западной конной полиции:стр.10. В это время на острове было основано три поста. Патрулирование осуществлялось при поддержке инуитских проводников с Гренландии и включало в себя территорию будущего парка.

### Научно-исследовательские лагеря
В середине XX века на острове Элсмир, в том числе на территории парка, был основан ряд научно-исследовательских станций и военных баз. Ведущую роль в строительстве играло Министерство национальной безопасности Канады и его подразделение, Комиссия по оборонным исследованиям (англ. Defense Research Board). Метеостанция Алерт, основанная в 1950 году, работает до сих пор, ряд других лагерей и станций прекратил работу.
Пост Хейзен-Лейк (англ. Lake Hazen DRB Camp) был основан на северо-западном берегу озера в 1957—1958 годах в рамках международного геофизического года при поддержке Международного совета науки и 67 государств. Лагерь занимался гляциологическими исследованиями и осуществлял самые крупные проекты канадской Арктики. Оригинальные постройки существуют до сих пор и служат смотровой базой парка.
Лагерь Уорд-Хант (англ. Ward Hunt Island DRB Camp) был основан в 1959 году совместными силами лаборатории наземной науки (англ. Terrestrial Sciences Laboratory) Воздушных сил США, Арктическим институтом Северной Америки и комиссии по оборонным исследованиям в разгар холодной войны и предназначался для разработки логистических возможностей арктического шельфа в регионе. В лагерь, расположенный в северной части острова, было доставлено 50 тонн груза. Всего было построено четыре барака и установлено несколько палаток, количество обитателей лагеря достигало 30 человек. Первоначальные исследования были связаны с определением возможности принимать самолёты на шельф, позднее проводились научные исследования движения шельфа, а также климатической истории региона.
Пост Фьорд-Танкуари (англ. Tanquary Fiord DRB Camp) был основан в 1962 году для координации исследовательских программ в северной части острова. Программы проводились в области исследования морского льда, а также метеорологии, океанографии, гляциологии, биологии и археологии. Исследования региона на базе Танкуари-Фьорд проводились до 1990-х годов. В настоящее время лагерь используется в качестве одной из баз парка.

## Флора и фауна

### Растительный мир
Суровые климатические условия региона оказывают существенное влияние на растительный мир парка. Вечная мерзлота летом оттаивает на глубину от 10 см до 1 м, что не позволяет растениям развить глубокую корневую систему. Низкие зимние и летние температуры замедляют метаболизм растений и активность насекомых-опылителей. Почвы очень скудны, так как в холодном грунте почти не происходит гниение. Кроме того, на разнообразие растительного мира оказывает влияние низкий уровень осадков и сильные ветра.
Вместе с тем, растения приспосабливаются к подобным условиям самыми разнообразными способами. Арктические растения преимущественно невысокие. Благодаря пигменту антоциану большинство растений поглощает солнечную энергию и увеличивает свою температуру почти на 20 °С, из-за чего фотосинтез происходит при более низких температурах окружающей среды. Некоторые виды произрастают в своеобразных розетках, имеют волосяной стебель или покрытые пухом семена. В основном растения используют вегетативное размножение посредством стеблей и корневой системы, те же растения, которые оплодотворяются насекомыми, стремятся разместить мужские и женские цветы в непосредственной близости друг от друга. Переноса семян птицами и животными практическит не происходит. Кроме того, используются специальные приёмы воспроизводства. Растения могут ждать подходящих для размножения условий более одного года.
Только 2 % территории парка покрыты растительностью. На низких участках парка, в районах фьорда Танкуари, озера Хейзен и берегов залива Леди-Франклин можно встретить растительность, характерную для кочкарной тундры. В парке встречается 154 вида сосудистых растений, 44 вида лишайников, 193 вида мохообразных. Наиболее распространены мак полярный (Papaver radicatum) и камнеломка супротивнолистная (Saxifraga oppositifolia), которые встречаются практически на всей свободной от снега территории парка. Самым высоким растением является ива арктическая (Salix arctica), важнейший источник пищи для травоядных.
|                 |                              |              |
| Ива арктическая | Камнеломка супротивнолистная | Мак полярный |

### Животный мир
Животный мир парка представлен наземными и морскими млекопитающими. Список животных включает карибу пири (Rangifer tarandis pearyi), мельвильского островного волка (Canis lupus arctos), овцебыка (Ovibos moschatus), полярного зайца (Lepus arcticus), гренландского лемминга (Dicrostonyx greenlandicus), нарвала (Monodon monoceros), полярного медведя (Ursus maritimus), моржа (Odobenus rosmarus), кольчатую нерпу (Phoca hispida), морского зайца (Erignathus barbatus) и других.
Миграции карибу на территории парка слабо изучены. Основные исследования проводились только в 1961 году и показали количество особей порядка 200. Учёные предполагают, что с тех пор количество оленей увеличилось. Карибу входят в Красную книгу Канады. В основном они встречаются в прибрежных территориях, питаются мхом, лишайниками и арктической ивой. Часто в тех же местах встречаются и овцебыки группами от 2 до 24 особей (в зимнее время количество особей в группе может достигать 60). Ежегодно в конце апреля или начале мая у овцебыков рождаются детёныши. Волки распространены на всей территории парка, однако они выводят детёнышей только в одной части парка, которая, в целях сохранения вида, закрыта для туристов. Волки охотятся на северных оленей и полярных зайцев. Последние часто встречаются большими группами до тысячи особей и питаются в основном арктической ивой. Несмотря на то, что наличие большого количества льдов позволяет полярным медведям охотится круглый год в море, их можно встретить и на острове. Медведи могут заходить вглубь острова на 40 км. Морские обитатели представлены нарвалами, которых можно наблюдать в заливе Леди-Франклин в восточной части острова, моржами, которые обычно обитают южнее парка, а также кольчатыми нерпами и морскими зайцами, которых можно встретить на побережье в любое время года.
Птицы в основном представлены водоплавающими и морскими видами. Из 34 видов птиц, обитающих на территории парка, только 21 вид строит здесь гнёзда. Единственными хищниками являются кречет (Falco rusticolus) и белая сова (Nyctea scandiaca), а также редкий орлан-белохвост (Haliaeetus albizilla). Многие птицы осуществляют очень продолжительные миграции, в частности, длиннохвостый поморник (Stercorarius longicaudus) прилетает из Африки, а полярная крачка — из Антарктики. Только одна птица остаётся в парке на всю зиму — тундряная куропатка (Lagopus mutus).
Единственным видом рыб, обитающих в озёрах на территории парка, является арктический голец. Обычно голец может выплывать в прибрежные океанические воды для пропитания, но существование анадромных особей на территории парка не показано. Рыбы, живущие исключительно в озере, питаются фитопланктоном и зоопланктоном. Так как голец является единственной рыбой в озёрах, а придонных растений в них тоже нет, то, вероятно, крупные рыбы питаются себе подобными. Гольцы мечут икру с середины августа по середину октября на самом дне озёр, мальки появляются через 180 дней. В озере Хейзен обитает его самая северная популяция.
|               |                 |       |
| Полярный заяц | Полярная крачка | Песец |

## Управление парком
В 1978 году правительство Канады выступило с инициативой о создании шести северных парков (англ. Six North of Sixty), один из которых должен был находиться в северной части острова Элсмир. Национальная парковая резервация Элсмир-Айленд была основана 16 сентября 1988 года:стр.3. Тогда же был сформирован предварительный план управления парком:стр.1.
В 1993 году было подписано соглашение о разделе земли в Нунавуте, ставшее одним из двух документов, давших основу формирования новой канадской территории в 1999 году. На его базе 12 августа 1999 года было подписано дополнительное соглашение (англ. Inuit Impact and Benefit Agreement), которое содержало описание трёх парков территории: Ауюиттук, Куттинирпаак и Сирмилик. По этому соглашению управление парком Куттинирпаак осуществлялось в соответствии с предварительным планом 1994 года:стр.1. Парки были созданы после вступления в силу 19 февраля 2001 года акта о национальных парках Канады:стр.3. Обычно управление федеральными парками Канады осуществляется согласно пятилетним планам, однако в случае с парком Куттинирпаак, было принято решение о создании 15-летнего плана. В 2002 и 2004 годах проводились предварительные консультации, однако только в декабре 2009 года план управления парком был представлен в правительстве Канады в Оттаве.
Управление парком осуществляется совместным комитетом, функциями которого помимо собственно управления, является предоставление информации о состоянии парка различным заинтересованным федеральным и территориальным организациям, а также изучение планов агентства Парки Канады до их подписания. Совместный комитет состоит из шести человек (по три человека от правительства Канады и от ассоциации инуитов) и проводит заседания не реже двух раз в год:стр.4.

## Охрана территории
Будучи частью национальной системы парков Канады, Куттинирпаак призван охранять один из 39 природных регионов страны — регион восточной Арктики (англ. Eastern High Arctic Natural Region), или природный регион 39:стр.5. Согласно концепции зонирования, парк поделён на зоны трёх типов:стр.61:
- Зона I предусматривает особую защиту природных и культурных объектов, находящихся под угрозой уничтожения. Использование моторизованных транспортных средств возможно только по специальному разрешению. К первой зоне относится Форт-Конгер, бассейн озера Хейзен, озеро Льюис и озеро Кэттл, что составляет 9,75 % площади парка.
- Зона II представляет природу в естественном состоянии с минимальным уровнем сервиса для туристов. Использование моторизованных транспортных средств туристами запрещено. Вторая зона составляет 90 % площади парка.
- Зона III является зоной отдыха посетителей парка с ограниченным использованием транспорта и других сервисов. Эта зона включает в себя ряд лагерей и станций на территории парка.

Международный союз охраны природы относит национальные парки ко II категории. Это означает, что Куттинирпаак призван охранять обширную экосистему региона, её характеристики, виды и экологические процессы. Кроме того, предусматривается научная и образовательная деятельность, а также возможность отдыха на территории парка.

## Научные исследования
В настоящее время парк активно сотрудничает с различными канадскими и международными учебными заведениями и исследовательскими проектами. На территории парка и всей северной части острова Элсмир проводится ряд научных исследований в области гляциологии, экологии, ведутся археологические исследования.
В рамках международного полярного года в 2007—2008 годах был создан проект, занимающийся исследованием шельфовых ледников (англ. Northern Ellesmere Ice Shelves Ecosystems and Climate Impacts). Проект был создан при поддержке Министерства окружающей среды и Министерства национальной безопасности Канады, канадских рейнджеров, а также ряда ведущих университетов Канады. Целью проекта является исследование текущего состояния шельфовых ледников, определение толщины льда и его внутренней структуры, построение профилей солёности воды во фьордах и заливах острова, установку автоматической метеостанции около шельфового ледника Сирсон, а также взятие проб воды для исследования микроорганизмов в оставшихся эпишельфовых озёрах. Научно-исследовательская группа проекта включает полевых исследователей Дерека Мюллера (Университет Трента), Люка Копланда (Оттавский университет), Эндрю Гамильтона (Университет Лаваля).
Археологические раскопки на острове начали производиться ещё до создания парка. В 1970-х годах, артефакты, найденные в районе Форт-Конгер, собирались в Северном музейном центре принца Уэльского (англ. Prince of Wales Northern Heritage Centre) в Йеллоунайфе, в 1980-х — в канадском музее цивилизации в Гатино, а после 2000 — в Сервисном центре Западной Канады в Виннипеге. После создания парка была высказана заинтересованность в возвращении ряда объектов. В настоящее время задокументировано около 300 археологических объектов, большая часть которых находится на территории парка:стр.28.
База Уорд-Хант-Айленд в северной части парка является отправной точкой экспедиций на Северный полюс, которые обычно начинаются в марте-апреле.

## Туризм
Парк открыт для посещения, однако количество туристов крайне мало. Ежегодно парк посещают от 50 до 200 человек:стр.11. В 2004 году говорилось о 135 туристах.
Существует несколько способов добраться до парка. Чартерное авиасообщение между парком и населённым пунктом Резольют осуществляется авиакомпанией Kenn Borek Air, однако стоимость билетов в обе стороны достигает 3000 канадских долларов при полной загрузке самолёта (Один рейс стоит 15 000 долларов и вмещает около 10 пассажиров). Основной транспортный маршрут проходит через залив Резольют, после которого туристы, как и служащие парка, отправляются в полевой лагерь и операционный центр, расположенный в районе фьорда Танкуари. Кроме того, существуют авиарейсы в Грис-Фьорд, самый северный населённый пункт Канады численностью более 100 человек, который расположен на юге острова Элсмир в 360 км к северо-востоку от Резольюта. В последнее время для усиления арктического туризма работают круизные суда-ледоколы. Некоторые ледоколы осуществляют стоянку в национальном парке. При этом они не всегда останавливаются в Резольюте или Грис-Фьорде.
Вместе с тем, туристические маршруты в парке не оборудованы. Туристам предлагается использовать топографические карты для следования маршрутам. Популярными месяцами для пешего туризма являются июль и август. Основным протяжённым маршрутом является трасса между базами парка Танкуари-Фьорд и Лейк-Хейзен. Маршрут включает в себя пересечение целого ряда горных потоков, долин и ледников и занимает от 8 до 10 дней. Любителям лыжного туризма предлагается заботится о себе самостоятельно, так как технический инвентарь для спасения отсутствует не только на территории парка, но и всего Нунавута. Немногочисленные посетители парка предпочитают кататься на лыжах весной.
В 2004 году на территории парка была запрещена спортивная рыбная ловля, 44 человека получили отказ на выдачу соответствующей лицензии. Активный вылов рыбы начался в конце XIX века для поддержки арктических экспедиций. Современное рыболовство было сосредоточено у озера Хейзен. Учёные изучают влияние, которое данный вид спорта оказывает на экосистему парка:стр.19. Запрет не коснулся коренных жителей.